# American Housewife
American Housewife (Ama de Casa Estadounidense) es una sitcom estadounidense que estrenada el 11 de octubre de 2016 y finalizada el 31 de marzo de 2021 por ABC. Creada y escrita por Sarah Dunn y los productores coejecutivos Aaron Kaplan, Kenny Schwartz, Rick Wiener, y Ruben Fleischer, Kapital Entertainment–ABC Studios coproducido, fue ordenada como serie el 12 de mayo de 2016. El preestreno fue mostrado el 17 de mayo de 2016. El 4 de noviembre de 2016, ABC ordena una temporada completa de 22 episodios para la primera temporada. Un episodio adicional fue ordenado el 13 de diciembre de 2016, para una temporada de 23 episodios.
El 11 de mayo de 2017, ABC renovó American Housewife para una segunda temporada, que se estrenó el 27 de septiembre de 2017. El 31 de octubre, ABC ordenó dos episodios adicionales para un total de 24 episodios. El 11 de mayo de 2018, ABC renovó American Housewife por una tercera temporada de 22 episodios. En mayo de 2021, la serie fue cancelada tras cinco temporadas.

## Sinopsis
La serie narra la vida cotidiana de Katie Otto, una mujer normal y madre que intenta sobresalir entre las amas de casa que son arrogantes y con una gran fortuna junto con sus hijos privilegiados en su ciudad natal de Westport, Connecticut. Vive con Greg, su marido y profesor universitario; Taylor, su hija mayor atlética que quiere encajar con sus compañeros; Oliver, su segundo hijo con capacidades intelectuales; y Anna-Kat, su dulce pero obsesiva-compulsiva hija menor.

## Elenco y personajes

### Principales
- Katy Mixon como Katie Otto
- Diedrich Bader como Greg Otto
- Meg Donnelly como Taylor Otto (papel interpretado por Johnny Sequoyah en el piloto)
- Daniel DiMaggio como Oliver Otto
- Julia Butters como Anna-Kat Otto
- Ali Wong como Doris
- Peyton Meyer como Trip
- Carly Hughes como Angela
- Milo Manheim como Pierce

### Recurrentes
- Leslie Bibb como Viv
- Jeannette Sousa como Suzanne
- Kate Flannery como Crossing Guard Sandy
- Jessica St. Clair como Chloe Brown Mueller
- Timothy Omundson como Stan Lawton
- Amarr M. Wooten como Eyo
- Logan Pepper como Cooper Bradford

## Episodios
| Temporadas | Temporadas | Episodios | Emisión en Estados Unidos | Emisión en Estados Unidos | Emisión en Latinoamérica | Emisión en Latinoamérica |
| Temporadas | Temporadas | Episodios | Estreno                   | Final                     | Estreno                  | Final                    |
| ---------- | ---------- | --------- | ------------------------- | ------------------------- | ------------------------ | ------------------------ |
|            | 1          | 23        | 11 de octubre de 2016     | 16 de mayo de 2017        | 8 de junio de 2017       | 16 de noviembre de 2017  |
|            | 2          | 24        | 27 de septiembre de 2017  | 16 de mayo de 2018        | 2018                     | 2018                     |
|            | 3          | 23        | 26 de septiembre de 2018  | 21 de mayo de 2019        | septiembre de 2019       | octubre de 2019          |
|            | 4          | 20        | 27 de septiembre de 2019  | 13 de mayo de 2020        | 2020                     | 2020                     |
|            | 5          | 13        | 28 de octubre de 2020     | 31 de marzo de 2021       | —                        | —                        |

## Recepción
American Housewife ha recibido críticas mixtas de los críticos de la televisión, con la actuación de Katy Mixon siendo alabado como punto culminante de la serie. En Rotten Tomatoes reportó un índice de aprobación del 54%, basado en 28 comentarios, con una calificación promedio de 6.1/10 y el consenso del sitio dice lo siguiente: "American Housewife es impulsado por una buena actuación y agradable ventaja de Katy Mixon, sin embargo, su rendimiento solo se esfuerza por mantener un show excesivamente peculiar que se basa demasiado en estereotipos." En Metacritic informó una puntuación de 60 sobre 100, basado en 25 críticos, lo que indica "críticas mixtas".